# غاضه العليا (المكلا)

تعديل مصدري - تعديل

غاضه العليا هي إحدى قرى عزلة المكلا بمديرية المكلا التابعة لمحافظة حضرموت، بلغ تعداد سكانها 74 نسمة حسب تعداد اليمن لعام 2004.